# هادسن (داکوتای جنوبی)
هادسِن(به انگلیسی: Hudson) شهری در ایالت داکوتای جنوبی کشور ایالات متحده آمریکا است که جمعیت آن در سرشماری سال ۲۰۱۰ میلادی، ۲۹۶ نفر بوده‌است.